# School Rumble
School Rumble (jap. スクールランブル Sukūru Ramburu) ist eine Manga-Serie des japanischen Zeichners Jin Kobayashi, die auch als Anime-Serie umgesetzt wurde.

## Handlung
School Rumble handelt von den Herz-Schmerz-Angelegenheiten japanischer Schülerinnen und Schüler. Im Mittelpunkt steht die lebhafte Tenma Tsukamoto.

## Charaktere
Tenma TsukamotoDas nur 154 cm große, aber äußerst quirlige 16-jährige Mädchen ist unsterblich in Ohji Karasuma verliebt, ergreift aber die Flucht, sobald er in ihrer Nähe auftaucht. Als sie jedoch erfährt, dass er ein Jahr später nach Amerika ziehen soll, versucht sie, ihm ihre Liebe zu gestehen, und tritt dabei von einem Fettnäpfchen ins andere.
Ohji KarasumaTenmas Schwarm. Davon ahnt er allerdings nichts und zeigt sich auch anfangs nicht sonderlich an ihr interessiert. Im weiteren Verlauf kommen jedoch Szenen vor, die vermuten lassen, dass er vielleicht doch Gefühle für sie hegt.
Kenji HarimaDer ewig Sonnenbrille tragende Junge ist ein übler Schläger und Außenseiter, der sich Hals über Kopf in Tenma verliebt hat. Obwohl sie keine Notiz von ihm nimmt, versucht er alles, um ihr seine Liebe zu erklären. Durch unglückliche Umstände gerät er jedoch immer wieder in verfängliche Situationen, weswegen ihn Tenma für einen Lüstling hält. Kenji ist sehr geschickt im Umgang mit Tieren und besitzt Talent als Manga-Zeichner, wobei er meist seine Tagträume umsetzt. Da er Yakumo um Hilfe bei der Arbeit an seinem Manga bittet entsteht schließlich das Gerücht, dass Kenji und Yakumo ein Paar seien. Dadurch zieht sich Kenji den Zorn von Haruki zu.
Yakumo TsukamotoYakumo ist Tenmas jüngere Schwester, wirkt wegen ihrer Größe und Besonnenheit jedoch älter. Yakumo kann die Gedanken von Menschen lesen, die sie mögen, was ihr bei aufdringlichen Verehrern nützlich ist. Nur Kenji Harimas Gedanken kann sie nicht lesen, da er nicht in sie verliebt ist. Trotzdem entsteht zwischen beiden eine besondere Beziehung, da sie ihm bei seinem Manga hilft.
Eri SawachikaDas bildhübsche Mädchen ist die Tochter eines Engländers und einer Japanerin und gehört zur oberen Gesellschaft. Aufgrund eines Missverständnisses glaubt sie, dass Kenji Harima in sie verliebt ist. Sie lehnt ihn erst ab, aber beginnt dann doch langsam Gefühle für ihn zu hegen auch wenn sie es sich selbst nicht eingestehen will. Als das Gerücht aufkommt, dass Kenji und Yakumo ein Paar sind, reagiert sie eifersüchtig.
Mikoto SuouDas selbstbewusste Mädchen mit der großen Oberweite ist schon seit ihrer Kindheit mit Hanai befreundet, sie sind zudem Mitglieder in demselben Shōrinji-Kempō-Verein. Anfangs ist sie in ihrem Tutor verliebt, gibt diese Liebe jedoch auf. Für eine kurze Zeit war sie mit ihrem Klassenkameraden Asou zusammen.
Akira TakanoDas kurzhaarige, sportliche Mädchen ist eine sehr gute Schülerin und zieht gerne Tierkostüme an. Sie legt viel Wert auf Ausdauer und verdient sich ihr Geld als Geheimagentin.
Itoko OsakabeItoko ist Tenmas Lehrerin und zugleich Cousine von Kenji, der bei ihr wohnt. Sie weiß von Kenjis Liebe zu Tenma und unterstützt ihn, greift dabei aber teilweise zu unorthodoxen Methoden, bei denen man sich nicht sicher ist, ob sie sich nicht doch einfach nur über ihn lustig macht. Nachdem sie ein Gespräch zwischen Kenji und Yakumo belauscht hat, glaubt sie, dass beide ein Paar sind.
Shuji HarimaDer kleine Shuji ist Kenjis jüngerer Bruder und in Yakumo verliebt. Allerdings traut er sich nicht, ihr das zu sagen. Da sie jedoch seine Gedanken lesen kann, weiß sie über seine Gefühle Bescheid und weist ihn im Gegensatz zu anderen nicht ab.
Haruki HanaiTenmas Klassenkamerad. Absolutes Sportass, immer Bestnoten und übereifriger Klassensprecher. Er ist im selben Kampfsportverein wie Mikoto und in Yakumo verliebt. Da er glaubt, dass Kenji Harima hinter Yakumo her ist, fordert er diesen oft heraus.
Sarah AdiemusEngländerin, die mit Yakumo in eine Klasse geht und deren Freundin wird, nachdem sie Yakumos Katze Iori vor einem streunenden Hund gerettet hat. Sie ist eine Nonne in Ausbildung.
Kyousuke ImadoriDer notorische Schürzenjäger braucht immer Geld für seine Verabredungen und ist hinter Mikoto Suou her (und allen anderen Mädchen mit „ansprechender“ Oberweite)
Karen IchijouDas sportliche und kräftige Mädchen ist Mitglied im Ringerverein. Aufgrund ihrer Kraft und ihres maskulinen Auftretens hat sie jedoch keinen Freund. Als Kyousuke Imadori sich aus Versehen mit ihr verabredet, beginnt sie sich weiblicher zu kleiden und zu verhalten.
Kentaro NaraDer eher kleine und unauffällige Junge scheint in Tenma verliebt zu sein, da er sie, nach ihrer Eifersucht auf andere Mädchen, die von Jungs angesprochen wurden, gefragt hat, ob er sie anbaggern darf. In der Anime-Serie wird er als Laufbursche bezeichnet.

## Veröffentlichungen

### Manga
School Rumble erschien vom 22. Oktober 2002 (Ausgabe 47/2002) bis 23. Juli 2008 (Ausgabe 34/2008) in Einzelkapiteln im Manga-Magazin Shōnen Magazine des Kodansha-Verlags. Zusätzlich erschienen vom 20. Januar 2003 (Ausgabe Februar 2003) bis zum 20. April 2008 (Ausgabe Mai 2008) im Magazin Magazine Special desselben Verlags weitere Sonderkapitel mit Nebenhandlungen. Alle Einzelkapitel wurden in 22 Sammelbänden (Tankōbon) zusammengefasst. Vom 20. August 2008 (Ausgabe September 2008) bis 20. Mai 2009 (Ausgabe Juni 2009) erschien in Magazine Special die Fortsetzung School Rumble Z, deren Kapitel am 17. Juni 2009 in einem Sammelband zusammengefasst wurden.
Auf Deutsch erschienen von School Rumble 18 Bände von November 2005 bis Februar 2009 bei Tokyopop. Die Veröffentlichung wurde 2009 endgültig eingestellt, da der japanische Verlag die Zusammenarbeit mit Tokyopop beendet hat. Der Manga wurde von Dezember 2009 bis September 2010 durch Egmont Manga und Anime fortgesetzt und vollständig bis Band 22 veröffentlicht.

### Anime
Studio Comet produzierte zum Manga eine 26-teilige Anime-Serie, die vom 5. Oktober 2004 bis zum 29. März 2005 auf dem japanischen Fernsehsender TV Tokyo ausgestrahlt wurde. Am 22. Dezember 2005 erschien die zweiteilige OVA School Rumble OVA: Ichigakki Hoshū (スクールランブルOVA 一学期補習, dt. „School Rumble OVA: Nachhilfeunterricht im 1. Trimester)“. Vom 2. April 2006 bis 24. September 2006 lief auf TV Tokyo die 26-teilige Serie School Rumble: Nigakki (スクールランブル 二学期, dt. „School Rumble: 2. Trimester“). Am 17. Juli 2008 erschien der erste Teil der OVA School Rumble: Sangakki (スクールランブル 三学期, dt. „School Rumble: 3. Trimester“). Ein zweiter Teil wurde für den 17. September 2008 angekündigt.
Die Episoden bestehen meist aus drei mehr oder weniger voneinander abgegrenzten Kapiteln, was auch durch die jeweiligen 3-teiligen Episodentitel reflektiert. Eine Ausnahme bildet die letzte Episode der ersten Serie die mit Tokuzen no „Sayonara“… Mayoi Konda Labyrinth… Anata wa dare?… Oshiete. „Sure Chigai“ „Kata Omoi“ todoke, Boku no Kimochi. Todoke, Watashi no Omoi. Tabun Ichido Shikanai Kisetsu, Seishun no 1 Page. Kore ga Saigo no Chance, Tashikametai… Kimi no Kimochi. Tsutawaru Kotoba, Tsutawaranai Omoi. Ano Hi Kokuhaku, Eien no Ichinichi, dakedo… Itsu made mo Tsuzuite Iku, Watashi-tachi no „Ima“. Soshite Ashita e… „School Rumble Forever“ (突然の「さよなら」…迷い込んだラビリンス…あなたはだれ?…教えて。「すれちがい」「片想い」とどけ、ボクの気持ち。とどけ、ワタシの想い。たぶん一度しかない季節、青春の1ページ。これが最後のチャンス、確かめたい…キミの気持ち。伝わる言葉、伝わらない想い。あの日の告白、永遠の一日、だけど…いつまでも続いていく、わたしたちの「いま」。そして明日へ…「スクールランブルフォーエバー」) einen ungewöhnlich langen Titel besitzt, während im Gegenzug der Titel der letzten Episode der zweiten Serie kurz . ist.
Auf Deutsch erscheint die erste Serie und die erste OVA ab Februar 2006 bei TOKYOPOP auf DVD und wurde vom 5. Juni bis 29. Oktober 2007 in Deutschland auf Animax ausgestrahlt.

#### Musik
Die erste Serie verwendete als Vorspannlied Scramble (スクランブル) von Yui Horie with UNSCANDAL. Episode 25 verwendete jedoch Umi no Otoko wa yo (海の男はよ, dt. „Ich bin ein Mann des Meeres!“) vom Kikokumaru Shōnen Gasshōdan (鬼哭丸少年合唱団, dt. „Kikokumaru-Knabenchor“), nach dem Schiff Kikokumaru auf dem Kenji Harima kurzzeitig arbeitet. Das Abspannlied Onna no Ko♡Otoko no Ko (オンナのコ♡オトコのコ, dt. „Mädchen, Jungen“) wurde von Yūko Ogura gesungen. Episode 18 verwendete jedoch Hatenkō Robo Dojibiron no Thema (破天荒ロボ ドジビロンのテーマ) von Jūzō Namba, Episode 25 Scramble, Episode 26 School Rumble 4 ever von den Synchronsprecherinnen Ami Koshimizu, Hitomi Nabatame, Kaori Shimizu und Yui Horie der 4 Hauptheldinnen der 2-C. Als Interludien wurde in Episode 4 Koi no Kimochi (恋のKimochi, dt. „Gefühl der Liebe“) von Mio Saeki, in Episode 8 Feel my feeling von Yui Horie, in Episode 10 Kimi e – Kaze ni Nosete (君へ 〜風にのせて〜, dt. „An dich – Getragen mit dem Wind“) von Hiroki Takahashi, in Episode 15 Amai Yume (アマイユメ, dt. „süßer Traum“) von unicorn table und in Episode 25 Ginga Ensen ’05 (銀河沿線’05, dt. „An der Galaxisstrecke ’05“) von Hiroki Takahashi verwendet.
Die OVA School Rumble OVA: Ichigakki Hoshū verwendete als Vorspannlied ebenfalls Scramble. Die erste Episode verwendete Ginga Ensen ’05 von Hiroki Takahashi und die Zweite Onna no Ko♡Otoko no Ko als Abspannlied.
Die zweite Serie School Rumble: Nigakki verwendete Sentimental Generation (せんちめんたる　じぇねれーしょん, Senchimentaru Jenerēshon) von Ami Tokito als Vorspannlied. Als Abspannlied wurde bis Episode 16, mit Ausnahme von Episode 13, Kono Namida ga Aru Kara Tsugi no Ippo to Naru (この涙があるから次の一歩となる, dt. „Wegen dieser Träne, folgt der nächste Schritt“) von Ami Tokito, für Episode 13 das Instrumentalstück The Last Candle und ab Episode 17 Futari wa Wasurechau (二人は忘れちゃう, dt. „Wir beide haben’s vergessen“) von den Tsukamoto Shimai (塚本姉妹, dt. „Tsukamoto-Schwestern“), d. h. Ami Koshimizu und Mamiko Noto, verwendet. Beide von Ami Tokito gesungene Lieder wurden von Tsunku komponiert und getextet und erschienen zusammen auf einer Single die Platz 23 in den Oricon-Charts erreichte. Als Interludien wurden in den Episode 2 und 6 Crossing Over und Feel like a girl von Lia, in Episode 4 17’s Heart von Mio Saeki, in Episode 5 Crossing Over von Lia und Closer von unicorn table, in Episode 7 The super girl has the super heart von Hitomi Nabatame und Boy von Kaori Shimizu, in Episode 15 Umi no Otoko wa yo vom Kikokumaru Shōnen Gasshōdan, in Episode 20 Hatenkō Robo Dojibiron no Thema von Jūzō Namba und in Episode 21 Love&Peace von Mayumi Gojō verwendet.
Die OVA School Rumble: Sangakki verwendete als Vorspannlied wieder Scramble und für den Abspann der ersten Episode Onna no Ko♡Otoko no Ko (Tsukamoto Shimai ver[sion]) (オンナのコ♡オトコのコ(塚本姉妹ver)) von den Tsukamoto-Schwestern.

#### Synchronisation
| Rolle            | Japanischer Sprecher (Seiyū)                                    | Deutscher Sprecher    |
| ---------------- | --------------------------------------------------------------- | --------------------- |
| Tenma Tsukamoto  | Ami Koshimizu                                                   | Kristina von Weltzien |
| Kenji Harima     | Hiroki Takahashi                                                | Fabian Harloff        |
| Ōji Karasuma     | Hiroki Konishi                                                  | Tobias Schmidt        |
| Mikoto Suō       | Hitomi Nabatame                                                 | Tanja Dohse           |
| Akira Takano     | Kaori Shimizu                                                   | Simona Pahl           |
| Eri Sawachika    | Yui Horie                                                       | Celine Fontanges      |
| Yakumo Tsukamoto | Mamiko Noto                                                     | Saskia Weckler        |
| Haruki Hanai     | Shinji Kawada                                                   | Leonhard Mahlich      |
| Kyōsuke Imadori  | Daisuke Kishio                                                  | Tim Kreuer            |
| Karen Ichijō     | Yūka Nanri Ab School Rumble: Nigakki: MAKO (Text), Lia (Gesang) | Julia Fölster         |

## Hintergrundinformationen
„Tenma“ und „Tsukamoto“ (Ruf- und Familienname der Hauptfigur) sind die Namen von Bahnstationen in der Nähe von Osaka.
Bei den im Shōnen Magazine veröffentlichten Kapiteln steht vor der Nummer das Musikvorzeichen „♯“ (Kreuz), bei den Kapiteln im Magazine Special das Zeichen „♭“ (b).
Die Titel der einzelnen Kapitel sind Anspielungen auf US-amerikanische Kinofilme und Fernsehserien, etwa Easy Rider, Deep Space Nine, You Got Mail, Speed oder Rain Man.